# José María Carrascón
José María Carrascón y Abad (Ateca, provincia de Zaragoza, ¿? - Manila, 1873) fue un abogado, político y periodista español.

## Biografía
Militó al principio en el Partido Democrático de España. En Madrid, entre 1864 y 1866, redactó en La Democracia (un periódico fundado por Emilio Castelar) su famosa "Crónica Política" en primera página, alternándose con Castelar y Pedro Pruneda, entre otros. Fue también redactor de La Voz del Siglo, El Pueblo y El Imparcial. Al triunfar la Revolución de 1868, formó parte como vocal de la Junta Revolucionaria Interina 30-IX-1868 a 5-X-1868).
Elegido diputado progresista por Calatayud en las Cortes constituyentes de 1869, se integró las comisiones de amnistía por delitos de imprenta como secretario, en la de presupuestos, en la de organización municipal y provincial, en la de condonación de multas a los periódicos, también como secretario, en la de organización del Tribunal de cuentas y en la de Sociedades mercantiles. Intervino en la cámara con frecuencia en exposiciones, interpelaciones, discursos y preguntas, sobre todo en cuestiones de presupuestos y sobre la candidatura para la monarquía. Nombrado, como se ha dicho, gobernador de Manila, falleció en 1873.